# Димитріе Помпею
Димитріе Помпею (рум. Dimitrie Pompeiu, 22 вересня 1873, Брозкауць-Дорогоне — 7 жовтня 1954, Бухарест) — румунський математик, професор, доктор наук, член Румунської Академії.

## Біографія
Навчався в Дорохої і Бухаресті, потім поїхав до Франції, де продовжив вивчення математики в Сорбонні (1898-1905).
Займався математичним аналізом, зокрема, теорією функцій комплексного змінного і класичною механікою.
У 1905 в Паризькому університеті отримав ступінь доктора наук. Дисертація підготовлена під керівництвом Анрі Пуанкаре, називалася "Про безперервність функцій комплексного змінного".
Після повернення до Румунії, був призначений професором університету в Яссах. У 1912 переїхав до Бухаресту, де працював в місцевому університеті.
У 1936 опублікував теорему планіметрії, названу пізніше теоремою Помпею.
Вніс великий внесок в області математичного аналізу, теорії складних функцій, а також раціональної механіки. У статті, опублікованій в 1929, представив складні гіпотези в інтегральної геометрії, в даний час широко відомі як проблеми Помпею. Серед його відомих робіт, також — похідні Помпею.
У 1934 Варшавський університет присудив йому ступінь почесного доктора (Honoris causa).